# VBC Riom
VBC Riom (Volley Ball Club Riom Auvergne) var en volleybollklubb från Riom i Auvergne, Frankrike. Klubben grundades 1983. Den blev franska mästare tre gånger (1992/1993, 1993/1994 och 1996/1997) och franska cupmästare två gånger (1990/1991 och 1994/1995). Klubben gick i konkurs och lade ner verksamheten 2006.